# Dinu Pillat
Dinu Pillat (n. 19 noiembrie 1921, București, România – d. 6 decembrie 1975, București, România) a fost un scriitor, critic și istoric literar român.

## Biografie
Dinu Pillat a fost fiul poetului interbelic Ion Pillat și al pictoriței Maria Pillat și fratele Piei Pillat. În anii 1940, a fost unul dintre asistenții profesorului George Călinescu la catedra de istoria literaturii române, alături de Adrian Marino, Ovidiu Papadima, Valeriu Ciobanu și Alexandru Piru.
A fost arestat de regimul comunist în 1959, alături de Constantin Noica și un grup important de intelectuali, printre care Alexandru Paleologu, Arșavir Acterian, Nicolae Steinhardt. Ei au fost implicați în cunoscutul proces "Noica-Pillat". Dinu Pillat a trecut prin penitenciarele Jilava și Gherla.
"Deși s-a stins, ca și tatãl sãu, la vârsta de 54 de ani, Dinu Pillat a avut parte de o recunoaștere postumã impresionantã. Cãrțile sale de istorie literarã se bucuraserã de un oarecare succes încã din timpul vieții, fiind apreciate de critici precum Al. Piru, M. Nițescu, Șerban Cioculescu și Ion Bãlu, însã mai târziu, prin reeditarea operei lui, prin recuperarea din Arhivele CNSAS a romanului Așteptând ceasul de apoi și prin publicarea seriei de autor Dinu Pillat în 6 volume, la Editura Humanitas între anii 2010 și 2015, Dinu Pillat s-a impus nu numai ca un scriitor de talent, ci și ca un model de verticalitate spiritualã și de înaltã demnitate umanã."

### Studii
Dinu Pillat își susține doctoratul la 22 iunie 1947, cu două subiecte sugerate de George Călinescu: Contribuțiuni la biografia lui Ion Pillat și Romanul de senzație în literatura română din a doua jumătate a secolului al XIX-lea. Doctoratul, chiar dacă fusese susținut exemplar, nu-l va ajuta cu nimic, postul său fiind comprimat la 15 octombrie 1947.

### Activitate literară
Începe să scrie încă din liceu, colaborând la revista „Vlăstarul” a Colegiului National „Spiru Haret” din București cu diverse cronici literare și proze lirice. Această activitate se va contura mai târziu pe două direcții, aceea de critic și istoric literar și aceea de romancier. Gabriel Dimisianu își amintește de colaborarea lui la revista Gazeta Literară prin anii 1964-1965. Apare în foileton în paginile revistei „Albatros", cu prima încercare de roman, Jurnalul unui adolescent.
În martie 2010, din arhiva CNSAS a fost recuperată dactilograma manuscrisului romanului Așteptând ceasul de apoi, cel mai reușit roman al lui Dinu Pillat, după propria-i apreciere, roman considerat pierdut, confiscat odată cu arestarea autorului în 1959.
A doua zi, în 11 martie, editura Humanitas a și semnat contractul de editare, romanul apărând pe piață în decembrie 2010. Romanul a fost tradus în limba franceză, En attendant l'heure d'après, în 2013.

### Viața personală
Dinu Pillat a cunoscut-o pe Cornelia (Nelli) Filipescu în 1941, pe vremea când erau studenți și colegi la Facultatea de Litere și Filosofie din București. Cu aceasta va avea o fiică, poeta Monica Pillat.
Între cei doi are loc una dintre cele mai impresionante povești de dragoste din cultura română, această poveste fiind reconstituită mai târziu, de către Monica Pillat, într-un volum de corespondență inedită, Biruința unei iubiri. 

### Opera
- Așteptând ceasul de apoi, 1948
- Jurnalul unui adolescent
- Tinerețe ciudată, 1943
- Moartea cotidiană, 1946
- O constelație a poeziei române moderne[nefuncțională]
- Ion Barbu[nefuncțională]
- Dostoievski în conștiința românească
- Mozaic istorico-literar. Secolul XX, editura Univers, 1971
- Itinerarii istorico-literare, Editura Minerva, București, 1978

### Biografie
- Carmen Brăgaru în România literară Arhivat în 12 iulie 2014, la Wayback Machine.
- Cartea iubirii lui Dinu Pillat, Evenimentul Zilei